# Elżbieta Wagner
Elżbieta Bocian, po mężuWagner (ur. 8 kwietnia 1931 w Osiu, zm. 18 czerwca 2013 w Tychach) – polska lekkoatletka, sprinterka i płotkarka.

## Kariera
Zawodniczka Lechii-Budowlanych Gdańsk. Olimpijka z Helsinek (1952). Brązowa medalistka akademickich mistrzostw świata z 1954 w biegu na 80 m przez płotki i w sztafecie 4 × 100 m.
12-krotna rekordzistka Polski w biegu na 80 m pł (do 10 lipca 1961) i w sztafetach. 10-krotna mistrzyni Polski (80 m pł, sztafeta 4 × 100 m i sztafety na dystansach nietypowych), 4-krotna mistrzyni kraju w hali. Rekordy życiowe: 100 m – 12,0 (1954), 80 m pł – 10,7 (1961).